# Benedykt Huculak
Benedykt Jacek Huculak (ur. 28 września 1956 w Rzeszowie, zm. 9 listopada 2022 w Wadowicach) – polski teolog, franciszkanin, dr hab.

## Życiorys
W 1989 obronił pracę doktorską Graeca indolens doctrinae. Constantini Meliteniotae de precessione Spiritus Sancti ex Patre Filioque, 13 grudnia 2001 habilitował się na podstawie pracy zatytułowanej Najświętsza Trójca na tle dzieła zbawczego. Został zatrudniony w Specjalizacji Dziejów Kościoła Powszechnego na Wydziale Historii Kościoła Papieskiej Akademii Teologicznej w Krakowie.